# کاخ همپتون کورت
کاخ همپتون کورت (انگلیسی: Hampton Court Palace) یک کاخ سلطنتی در لندن، انگلستان است.
این کاخ که در منطقه ریچموند آپون تیمز لندن قرار دارد در سال ۱۵۱۵ میلادی توسط تامس وولسی بنا نهاده شده و به همراه کاخ سنت جیمز تنها کاخ‌های به جا مانده از دوران حکومت هنری هشتم می‌باشد.

## نگارخانه

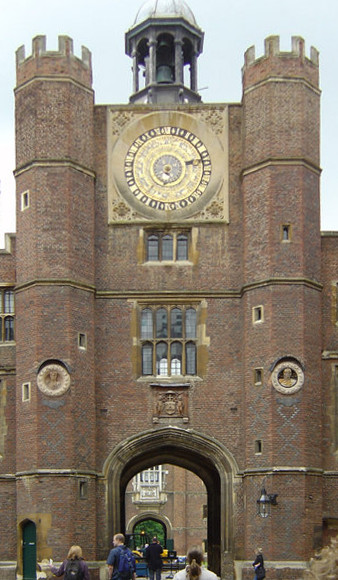
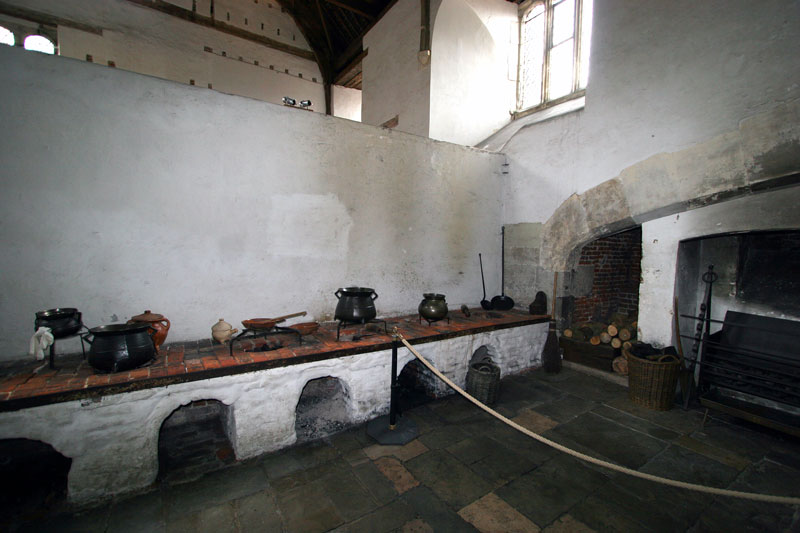
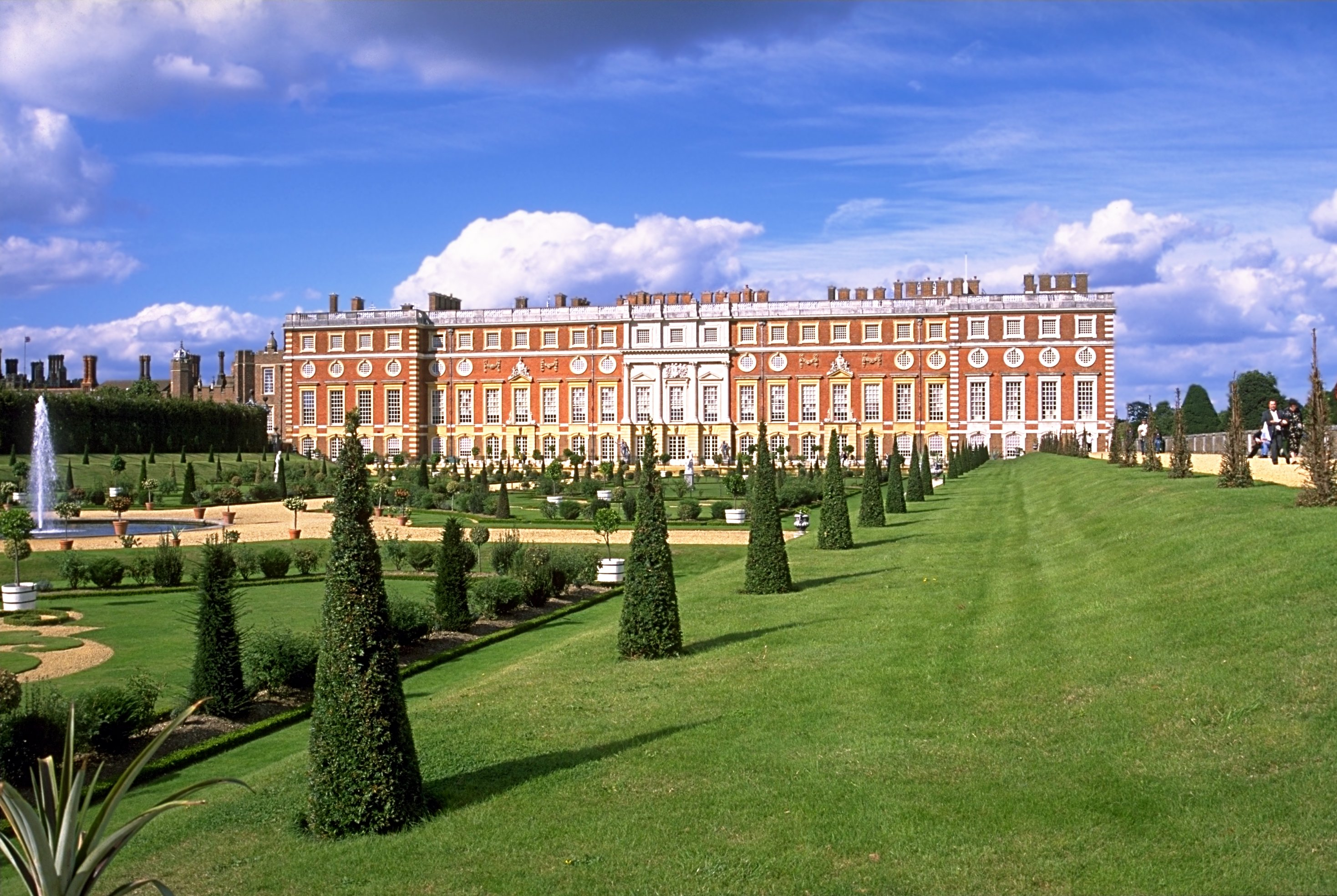
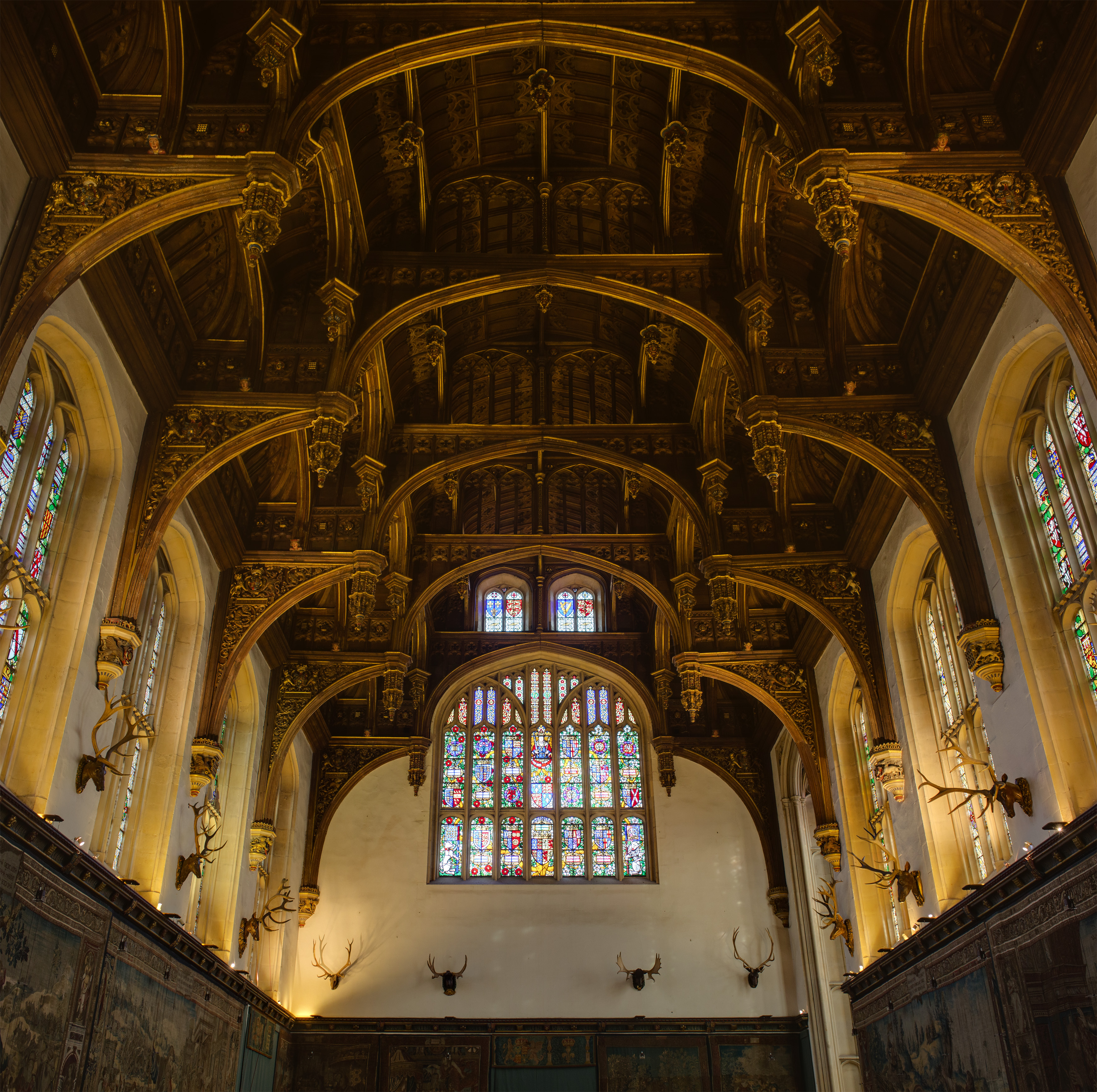
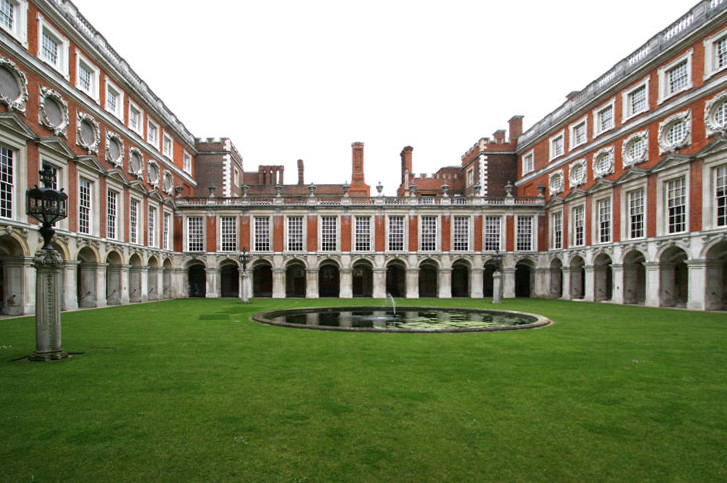
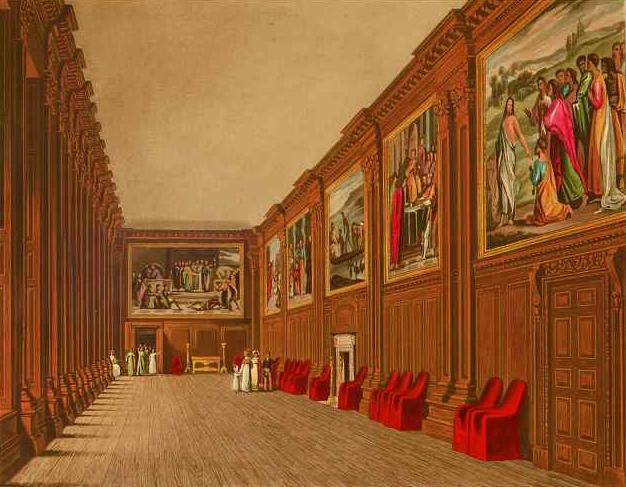
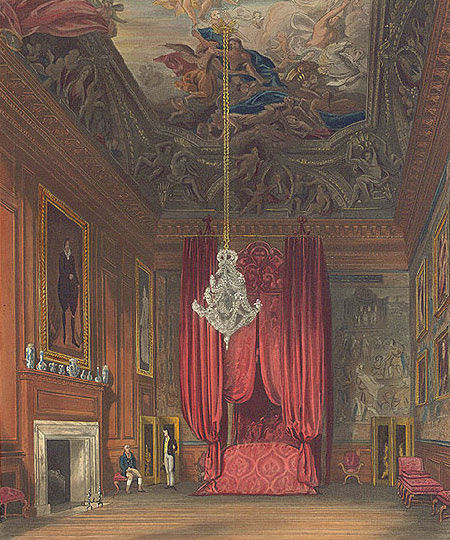
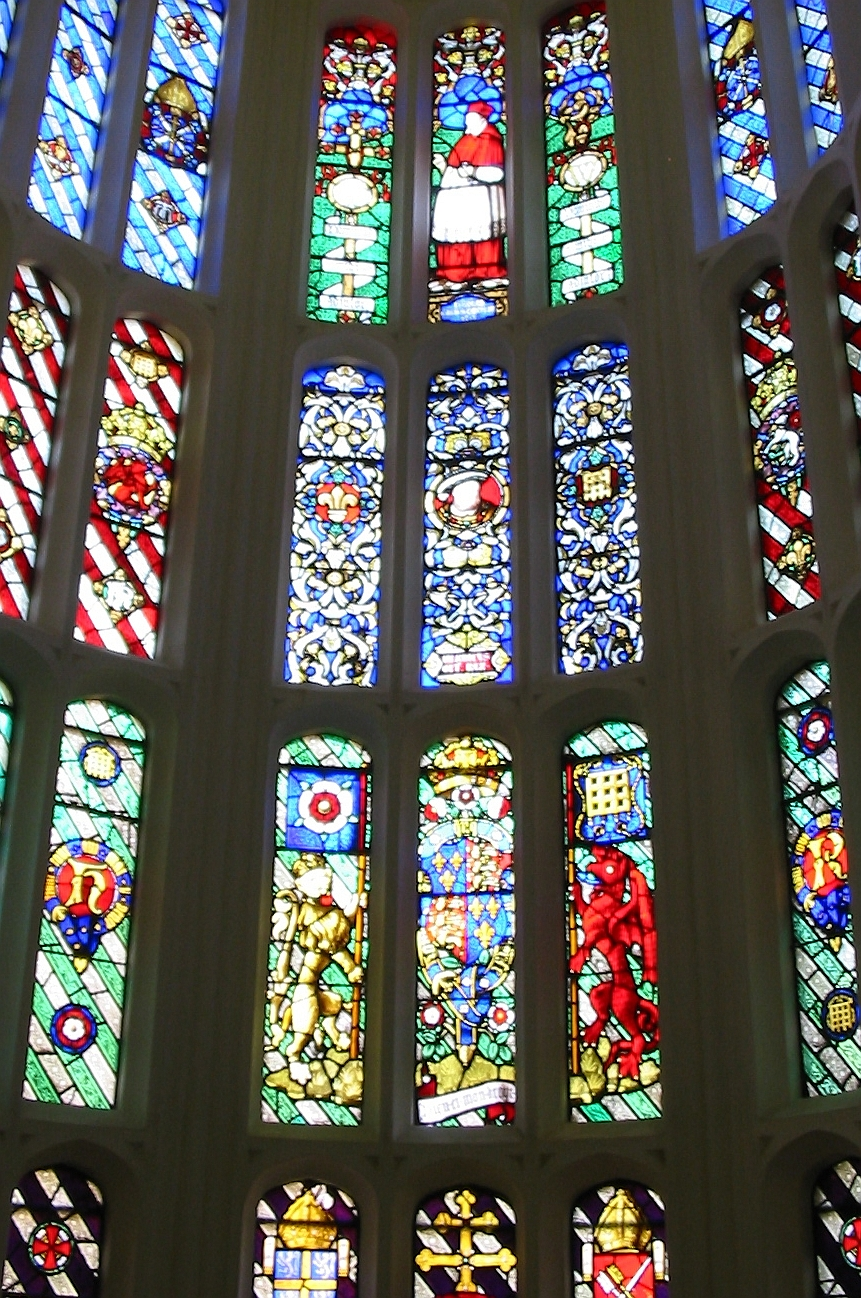
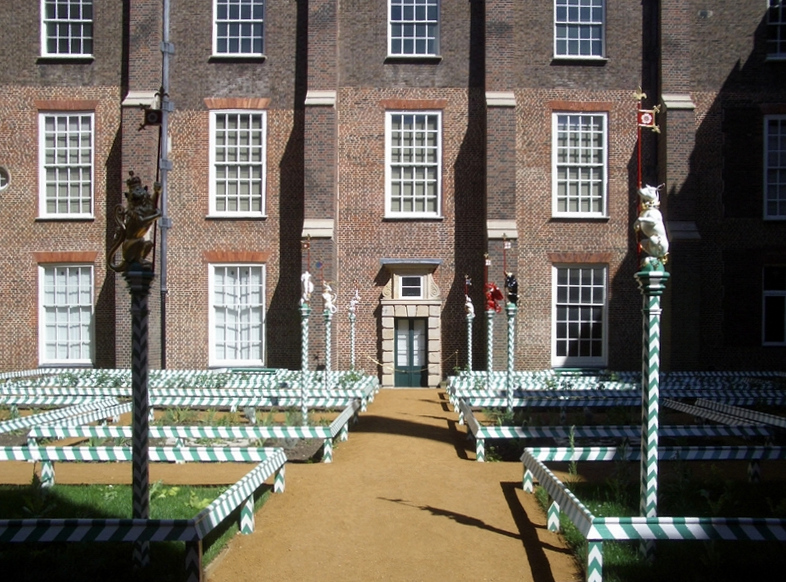
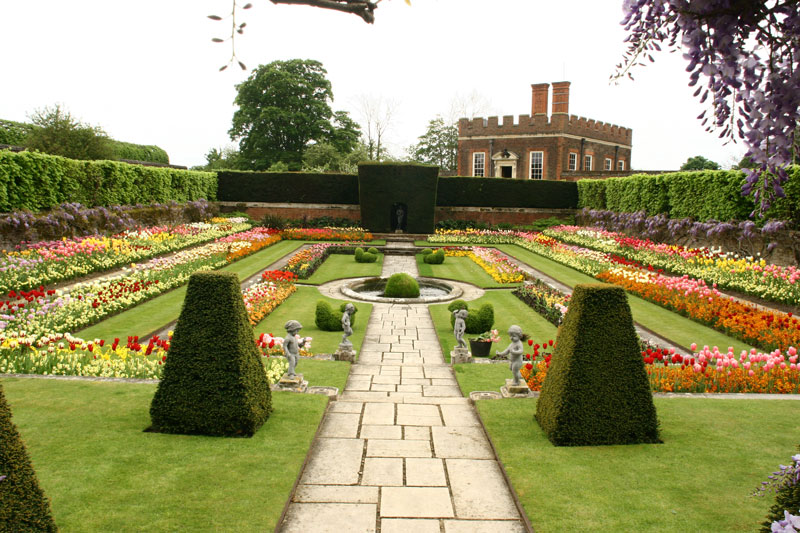